# Enicospilus choui
Enicospilus choui är en stekelart som beskrevs av Tang 1990. Enicospilus choui ingår i släktet Enicospilus och familjen brokparasitsteklar. Inga underarter finns listade i Catalogue of Life.